# Camiseta

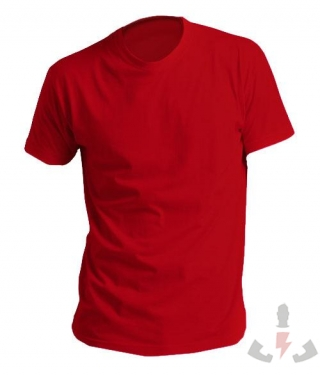
Camiseta de algodón de color rojo

Una camiseta es una prenda de vestuario diseñada para proteger y cubrir la parte superior del cuerpo. Por lo general, presenta mangas cortas y un escote redondo (también denominado “en caja”) o en forma de “V” (o de pico). Sin embargo, existen múltiples variantes en cuanto a confección y estilo: algunas camisetas incorporan bolsillos, cambian el tipo de cuello —por ejemplo, sustituyendo el cuello redondo por uno en “V”— o modifican la longitud y el corte de las mangas. Así, además de las habituales de manga corta, pueden hallarse camisetas de manga larga, camisetas sin mangas y modelos de tirantes (denominadas también esqueleto, camisilla o franelilla). En cuanto a su extensión, su largo varía desde la mitad del muslo hasta justo por encima del ombligo; lo más común es que termine en la zona donde comienza el pantalón o la falda, es decir, sobre las caderas.
En términos de materiales, la camiseta se confecciona habitualmente con hilo de algodón, lo que la convierte en una prenda fresca, ligera y cómoda. Gracias a estas propiedades, puede emplearse tanto como ropa interior —yaciendo directamente sobre la piel bajo otras prendas— como única pieza superior en climas cálidos, donde suele llevarse aislada sin necesidad de sobrecamisa o chaqueta.
Desde el punto de vista estético, muchas camisetas incorporan elementos decorativos o mensajes impresos que refuerzan su carácter informal y personalizable. Entre las técnicas de personalización se incluyen la serigrafía, la aplicación de vinilos, los bordados y otros métodos de estampación. Estos adornos pueden consistir en logotipos empresariales, nombres o fechas que conmemoren eventos deportivos (por ejemplo, los Juegos Olímpicos), giras o conciertos; también se utilizan tiras cómicas, fotografías o ilustraciones de grupos musicales, solistas o incluso fragmentos de poesía. De este modo, la camiseta no solo cumple una función práctica de abrigo y comodidad, sino que actúa como soporte de comunicación visual y cultural, reflejando gustos, afiliaciones o reivindicaciones personales.
Desde los años noventa han surgido, con el auge de Internet; tiendas en línea que ofrecen este tipo de prendas, cuyos diseños y cantidad producida se hacen de manera personalizada. Aunque se puede afirmar que desde los años cincuenta son todo un símbolo del modo de vida occidental, extendido mundialmente.
No es solo un tema de moda, las camisetas forman parte de la personalidad de las personas, carácter, gustos, etc. y debido a la mejora de la tecnología con la que se fabrican y se personalizan, su precio va disminuyendo hasta el punto de que puede costar lo mismo una camiseta personalizada con diseños creados por los propios clientes que una camiseta fabricada en serie.

## Denominaciones por país

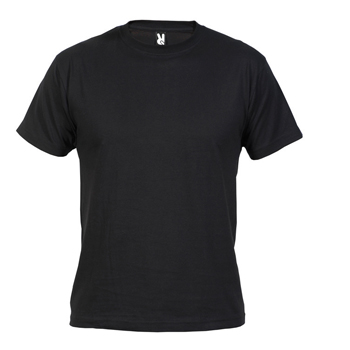
Camiseta lisa de color negro

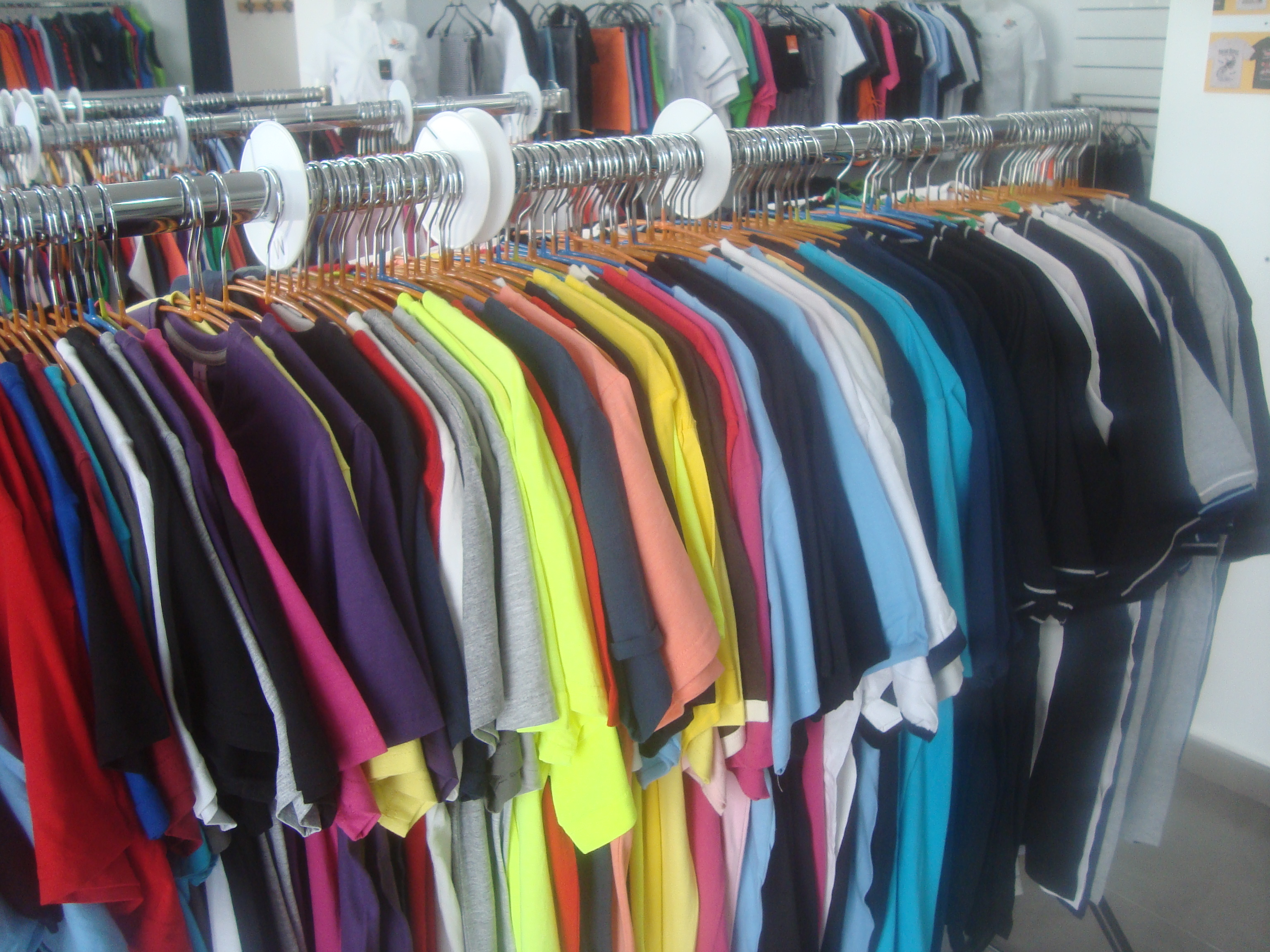
Tienda de camisetas

| Nombre            | País |
| ----------------- | --- |
| Camiseta          | Brasil Colombia Costa Rica Ecuador El Salvador España Honduras Nicaragua Puerto Rico República Dominicana |
| Franela           | Venezuela Colombia República Dominicana                                                                   |
| Playera           | Guatemala México                                                                                          |
| Pulóver           | Cuba |
| Suéter o Sudadera | Panamá, Colombia                                                                                          |

| Nombre                | País                                                          |
| --------------------- | ------------------------------------------------------------- |
| Sweater o T-shirt     | Panamá Estados Unidos                                         |
| Remera                | Argentina Paraguay Uruguay Tarija (Bolivia) regiones de Chile |
| Polera                | Bolivia Chile                                                 |
| Polerón (manga larga) | Tarija (Bolivia)                                              |
| Polo                  | Perú                                                          |
| Chema                 | Costa Rica                                                    |